# Liège-Bastogne-Liège 1978
La 64e édition de Liège-Bastogne-Liège a eu lieu le 23 avril 1978 et a été remportée par le Belge Joseph Bruyère qui signe une seconde victoire dans la Doyenne après celle de 1976.

## Déroulement de la course
Joseph Bruyère dépose Michel Pollentier, son dernier rival, lors de l'ascension de la côte de la Redoute puis maintient un avantage suffisant (50 secondes) dans la côte des Forges sur un groupe de poursuivants désormais constitué des principaux favoris comme Dietrich Thurau, Francesco Moser, Hennie Kuiper, Herman Van Springel et Michel Laurent, le vainqueur de la Flèche wallonne quelques jours plus tôt. Ovationné par un public liégeois acquis à sa cause, Bruyère rejoint Liège et franchit la ligne d'arrivée du boulevard de la Sauvenière avec une avance d'une minute et 35 secondes.
Sur les 156 cyclistes qui ont pris le départ, 51 terminent la course, soit un peu moins d'un tiers des partants. 

## Classement
| n° | Coureur                  | Équipe    | Temps           |
| -- | ------------------------ | --------- | --------------- |
| 1  | Joseph Bruyère           | C & A     | 6 h 37 min 42 s |
| 2  | Dietrich Thurau          | Ijsboerke | à 1 min 35 s    |
| 3  | Francesco Moser          | Sanson    | m.t.            |
| 4  | Michel Laurent           | Miko      | m.t.            |
| 5  | Herman Van Springel      | Marc Zeep | m.t.            |
| 6  | Hennie Kuiper            | Peugeot   | m.t.            |
| 7  | Gianbattista Baronchelli | Scic      | à 2 min 05 s    |
| 8  | Yves Hézard              | Peugeot   | m.t.            |
| 9  | Freddy Maertens          | Flandria  | à 4 min 18 s    |
| 10 | Ludo Peeters             | Ijsboerke | m.t.            |